# Inga tenuifolia
Inga tenuifolia är en ärtväxtart som beskrevs av George Bentham. Inga tenuifolia ingår i släktet Inga och familjen ärtväxter.

## Underarter
Arten delas in i följande underarter:
- I. t. glabrior
- I. t. tenuifolia